# Jezioro Radyszyńskie
Jezioro Radyszyńskie (Radyszyn) – jezioro w województwie kujawsko-pomorskim, w powiecie włocławskim, w gminie Włocławek, leżące na terenie Kotliny Płockiej. Jezioro Radyszyńskie leży w obrębie Gostynińsko-Włocławskiego Parku Krajobrazowego.

## Dane morfometryczne
Powierzchnia zwierciadła wody wynosi 31,1 ha.
Zwierciadło wody położone jest na wysokości 59,0 m n.p.m. Średnia głębokość jeziora wynosi 4,7 m, natomiast głębokość maksymalna 10,9 m. Dno jeziora jest piaszczysto-bagnowe.
Na podstawie badań przeprowadzonych w 2004 roku wody jeziora zaliczono do II klasy czystości i III kategorii podatności na degradację.

## Hydronimia
Według urzędowego spisu opracowanego przez Komisję Nazw Miejscowości i Obiektów Fizjograficznych (KNMiOF) nazwa tego jeziora to Jezioro Radyszyńskie. W różnych publikacjach i na mapach topograficznych jezioro to występuje pod nazwą Jezioro Radyszyn.